# 5053 Chladni
5053 Chladni è un asteroide della fascia principale. Scoperto nel 1985, presenta un'orbita caratterizzata da un semiasse maggiore pari a 2,3994815 UA e da un'eccentricità di 0,1661276, inclinata di 11,48881° rispetto all'eclittica.
È intitolato al fisico tedesco Ernst Florens Friedrich Chladni.